# Белком
Белком (фр. Bellecombe) је насељено место у Француској у региону Франш-Конте, у департману Јура.
По подацима из 2011. године у општини је живело 78 становника, а густина насељености је износила 6,41 становника/km².

## Демографија
| 1962. | 1968. | 1975. | 1982. | 1990. | 2011. |
| ----- | ----- | ----- | ----- | ----- | ----- |
| 113   | 113   | 77    | 75    | 71    | 78    |